# 1992年バルセロナオリンピックのエストニア選手団
1992年バルセロナオリンピックのエストニア選手団（1992ねんバルセロナオリンピックのエストニアせんしゅだん）は、1992年7月25日から8月9日にかけてスペインのカタルーニャ州バルセロナで開催された1992年バルセロナオリンピックのエストニア選手団、およびその競技結果。

## 概要
今大会は金メダル1個、銅メダル1個の合計2個のメダルを獲得した。

## メダル
| メダル | 選手名               | 競技   | 種目           |
| ------ | -------------------- | ------ | -------------- |
| 金     | エリカ・サルミャーエ | 自転車 | 女子スプリント |